# Dorfkirche Nassenheide
Die Dorfkirche Nassenheide ist ein Gotteshaus der evangelischen Kirche im Ortsteil Nassenheide der Gemeinde Löwenberger Land, Brandenburg. Sie wurde im 18. Jahrhundert als zweites Kirchengebäude im damals selbstständigen Dorf von der Kirchengemeinde erbaut. Seit dem 21. Jahrhundert steht das Haus unter Denkmalschutz. Die Kirchengemeinde gehört zum Kirchenkreis Oberes Havelland.

## Lage und Beschreibung
Der Sakralbau befindet sich mitten auf dem ehemaligen Dorfanger und prägt das Bild des Ortszentrums. Nahe der Kirche, ebenfalls auf dem Anger, steht ein Kriegerdenkmal für die aus der Gemeinde Gefallenen des Ersten und Zweiten Weltkriegs.
Der verputzte Backstein-Kirchenbau ist weitestgehend im Originalzustand erhalten. Im Inneren bemerkenswert ist eine Kanzelwand aus der zweiten Hälfte des 18. Jahrhunderts.

## Geschichte
Die Saalkirche im frühbarocken Baustil wurde 1749 eingeweiht. Der Westturm musste im Jahre 1776 neu errichtet werden, nachdem der ursprüngliche Turm bei einem Brand 1772 zerstört worden war.
1796 erhielt die Kirche die kleine Glocke der Marwitzer Kirche.
1890 erhielt die Kirchengemeinde eine Orgel.
Zwischen 2017 und Februar 2020 wurde die Kirche in vier Bauabschnitten saniert und modernisiert. Im zweiten Bauabschnitt wurden der Dachstuhl instand gesetzt, das Dach neu gedeckt, die Innendecke neu verputzt und eine Toilette eingebaut. Im dritten Bauabschnitt 2019/2020 wurden neue bleiverglaste Kirchenfenster eingebaut. Sie sind mit einem Rautengitter als Flächenzier und in der oberen Mitte einem blauen Stern ausgestattet, die Bänder an den Rahmen erhielten farbige Glasstreifen. Der gesamte Innenraum wurde aufgefrischt und die Orgel neu aufgebaut. Die Winterkirche wurde 2019 ebenfalls modernisiert. Die bisherige Trennwand zum Kirchenhauptraum wich zugunsten einer Glaswand. Außen erhielt das Kirchengebäude frischen Putz. Wegen unklarer Finanzierungsmöglichkeiten dauerte der Abschluss der Orgelverzierungen und die Abdichtung der Winterkirche zum übrigen Kirchenraum länger als geplant (Stand Februar 2020). Die Kosten für alle Sanierungsarbeiten betrugen mehr als 500.000 Euro, die aus Mitteln des Landes Brandenburg, der Landeskirche, des Kirchenkreises Oberes Havelland, der Gemeinde Löwenberger Land und Eigenmitteln der Kirchengemeinde samt vieler Spenden aufgebracht wurden.

## Architektur und Ausstattung

### Architektur
Grundbaumaterial für die kleine Dorfkirche waren Feld- und Backsteine, die verputzt wurden. Die Fassaden sind in zartem Orange und Beige zweifarbig ausgeführt.
Der Kirchturm mit Geläut hat einen quadratischen Grundriss und ist mit einem flachen Zeltdach abgeschlossen. Darüber erheben sich der Turmknauf und ein großes metallenes Kreuz. Über der Glockenstube ist eine Kirchturmuhr der Firma J. F. Weule aus Bockenem eingebaut, mit runden Zifferblättern (nach allen vier Seiten).
Direkt im Turmunterbau und auf der Südseite der Kirche gibt es je einen Eingang. Fenster und Portale sind flach rundbogig ausgeführt.

### Ausstattung
Auf dem einfachen Altartisch stehen zwei Altarleuchter und ein Kruzifix. Dahinter ist der Kanzelaltar mit einem sechseckigen Kanzelkorb aufgebaut. Dieser ist weiß gestrichen, mit leichten rosa Flächen und mit einem breiten vergoldeten Streifen verziert. Zwischen Altartisch und Patronatslogen befindet sich ein Taufbecken.
Die durch einen Mittelgang getrennten hölzernen und grau lackierten Kirchenbänke bieten Platz für rund 150 Besucher. Eine hufeisenförmige Empore, die auf acht Säulen ruht, trägt die Orgel.
Die Decke des Kirchenraumes ist flach, von ihr hängen in gleichmäßigen Abständen zylinderförmige Pendelleuchten herab.

## Seelsorge

### Pfarrer (Auswahl)
- Gerhard Gabriel (bis um 2012)[12]
- Peter Krause (aktuell)

Zur Unterstützung der kirchlichen Arbeit ist ein Gemeindekirchenrat aktiv, der in regelmäßigen Abständen neu gewählt wird.

### Gruppen, Kreise und Veranstaltungen (Auswahl)
Außer den typischen kirchlichen Nutzungen wie Gottesdienste, Christenlehre, Hochzeiten, Firmungen oder Trauerfeiern gibt es folgende Angebote:
- Singkreis[8]
- Bibelkreis
- Konfirmandenarbeit[13]
- Erntedank
- Martinsfeiern
- Krippenspiele

Außerhalb der kirchlichen Nutzung dient der große Kirchenraum auch für Kulturveranstaltungen.